# Leucaena involucrata
Leucaena involucrata é uma espécie vegetal da família Fabaceae.
Apenas pode ser encontrada no México.